# Kbal Spean

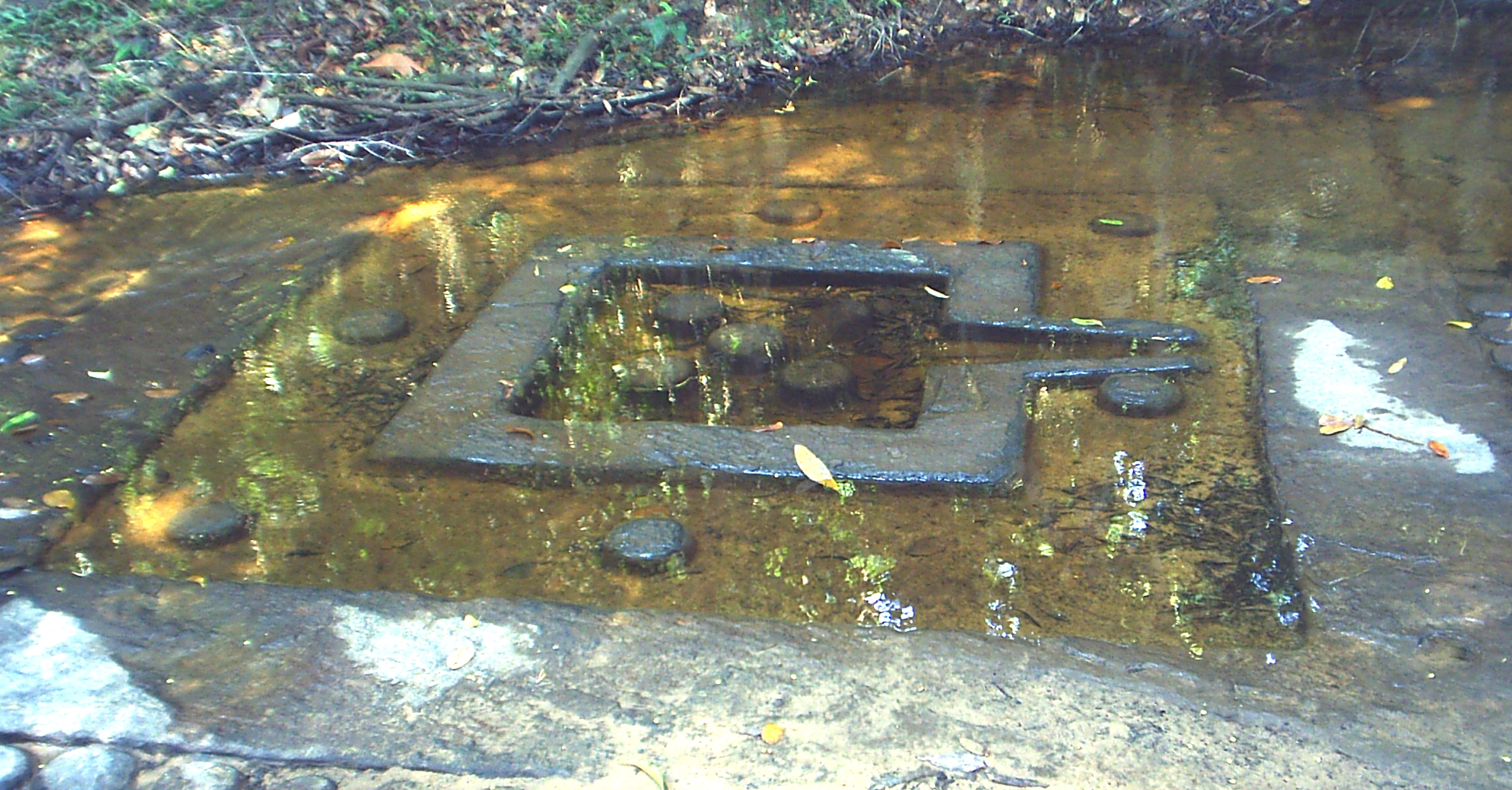
Linga és jóni szimbólumok a víz alatt

Kbal Spean – „Hídfő” – ismertebb nevén „az Ezer Linga folyója”  a Kulen hegy délnyugati lejtőjén, a Sziemreap folyó mellékágának termékenységszimbólumokkal díszített mederszakasza Kambodzsában.
A mai angkori „templomvárostól” 25 kilométerre északra fekvő Kulen hegy lábánál, a Kbal Spean folyó völgyében álló sziklatömbök mesterséges hidat képeznek, ahol a víztükör alatt rengeteg – valóban több ezer – linga és jóni faragás látható négyzet formájú tömbökben és sorokban. A környező sziklákat a hindu mitológia isten és állat motívumai díszítik.

## Története
Kbal Spean faragványai I. Szurjavarman király uralkodása (1001-1050) idején készültek, majd II. Udajaditjavarman királysága (1050-1066) alatt nyerték el végső formájukat; a régészek véleménye szerint az itt látható domborművek és szobrok a 11. és a 13. század között keletkeztek.
A Khmer Királyság történelmének meghatározó sajátossága, valamint felemelkedésének és gazdagságának alapja az öntözéses rizstermelésen alapuló mezőgazdaság volt. A Birodalom a Szap-tó (Tonle Szap), a Sziemreap folyó és a Mekong-medence hatalmas természetes öntözőrendszere köré épült, amit az uralkodók építtette impozáns vízhálózat és víztározómedencék sora egészített ki. A khmer városok – kiemelten a főváros – minden eleme a hindu vallás bizonyos szimbólumaira utalt és e világnézethez kapcsolódott. A hindu vallás három főistene (Brahma, Siva, Visnu) és az istenkirályok (dévarádzsák) közös jelképe a nemzőerőt, általánosabb értelemben a teremtő erőt szimbolizáló linga. A Khmer Birodalom 1181 előtt, azaz a buddhizmust meghonosító VII. Dzsajavarman király uralkodása előtt épült templomainak központi szentélyeiben – főként a Sivának szentelt templomokban – ugyanezt az isten-szimbólumot helyezték el (lásd: Pra Kó, Lolei, Bakheng, Bakong, Keleti Mebon, Phimeanakasz, Baphuon, Angkorvat stb.). A lingát kör alaprajzú oszlopként ábrázolták, talapzatát lótusz, vagy gyűrű, illetve négyzet alakú jóni-motívum övezte. A férfi és női elemek egyesülése, a kozmikus teremtés szimbóluma és egyben minden élet alapja.
A Kbal Spean folyó egy szakaszát a medrébe faragott több ezernyi stilizált linga- és jóni-motívum segítségével a termékenység folyójává alakították az emberi kezek. Hitük szerint így biztosítva a déli síkságok termékenységét, a rizstermés bőségét és a főváros mindenkori gazdagságát. Ugyanez a víz táplálta a keleti Baraj hatalmas medencéjét.
A sziklák díszítései a világ teremtéséhez kapcsolódnak és az idők kezdetének eseményeit mutatják: Visnu meditációja megtisztítja a káosztól az ősi világtengert, majd a köldökéből kinövő lótuszvirágon megszületik Brahma, a teremtő.